# Mistrzostwa Czech w Lekkoatletyce 1999
30. Mistrzostwa Czech w Lekkoatletyce – zawody lekkoatletyczne, które odbyły się 26 i 27 czerwca 1999 na Stadionie Miejskim w Ostrawie.

## Rezultaty

### Mężczyźni
| Konkurencja:                  | Złoto                                                         | Wynik    | Srebro                                                         | Wynik    | Brąz                                                              | Wynik    |
| Bieg na 100 m                 | Martin Duda                                                   | 10,46    | Pavel Rada                                                     | 10,62    | Tomáš Dřímal                                                      | 10,65    |
| Bieg na 200 m                 | Martin Morkes                                                 | 21,26    | Martin Duda                                                    | 21,36    | Jiří Vojtík                                                       | 21,72    |
| Bieg na 400 m                 | Karel Bláha                                                   | 47,02    | Jan Hanzl                                                      | 47,34    | Pavel Jelínek                                                     | 47,35    |
| Bieg na 800 m                 | Karel Znojil                                                  | 1:49,44  | Martin Jareš                                                   | 1:49,70  | Pavel Soukup                                                      | 1:49,73  |
| Bieg na 1500 m                | Lubomír Pokorný                                               | 3:52,82  | Ondřej Holub                                                   | 3:54,52  | Vladimír Pospíšil                                                 | 3:55,56  |
| Bieg na 5000 m                | Pavel Faschingbauer                                           | 14:17,67 | David Gerych                                                   | 14:32,41 | Martin Horáček                                                    | 14:43,89 |
| Bieg na 10 000 m              | Jiří Hnilička                                                 | 30:18,25 | Miroslav Vítek                                                 | 30:20,41 | Aleš Drahoňovský                                                  | 30:25,27 |
| Bieg uliczny na 10 km         | Pavel Faschingbauer                                           | 30:22    | Tomáš Krutský                                                  | 30:34    | Vladimír Vašek                                                    | 30:55    |
| Bieg przełajowy na 6 km       | Tomáš Krutský                                                 | 18:23    | Pavel Trňáček                                                  | 18,31    | Radek Adamičko                                                    | 18:36    |
| Bieg przełajowy na 10 km      | Pavel Faschingbauer                                           | 30:33    | Michael Nejedlý                                                | 31,02    | Zdeněk Mezuliáník                                                 | 31:12    |
| Bieg górski                   | Pavel Faschingbauer                                           | 34:08    | Miroslav Vítek                                                 | 34:42    | Zdeněk Zoubek                                                     | 35:22    |
| Półmaraton                    | Pavel Faschingbauer                                           | 1:04:07  | Zdeněk Mezuliáník                                              | 1:06:15  | Peter Klimeš                                                      | 1:06:16  |
| Maraton                       | Pavel Kryška                                                  | 2:19:19  | Karel David                                                    | 2:25:03  | Jan Bláha                                                         | 2:28:06  |
| Bieg na 110 m przez płotki    | Tomáš Dvořák                                                  | 13,72    | Roman Šebrle                                                   | 13,79    | Pavel Bureš                                                       | 14,01    |
| Bieg na 400 m przez płotki    | Josef Rous                                                    | 50,70    | David Bauer                                                    | 52,26    | Petr Habásko                                                      | 52,71    |
| Bieg na 3000 m z przeszkodami | Michael Nejedlý                                               | 8:43,39  | David Gerych                                                   | 8:44,41  | Jiří Šoptenko                                                     | 9:02,02  |
| Sztafeta 4 × 100 m            | USK Praha Radek Řechka Ludvík Bohman Tomáš Dřímal Martin Duda | 40,50    | Olymp Praha Roman Zubek Petr Krejčí Jiří Vojtík Ivan Šlehobr   | 41,90    | AC Pardubice Lukáš Čegan Pavel Loučka Michal Krejčí Martin Košťál | 42,06    |
| Sztafeta 4 × 400 m            | USK Praha Karel Znojil Martin Jareš Pavel Soukup Lukáš Musil  | 3:12,33  | Dukla Praha Karel Bláha Josef Rous Ladislav Burdel Milan Kovář | 3:16,37  | Olymp Praha Pavel Kolajta Martin Braniš Pavel Tomíček Jan Hanzl   | 3:17,33  |
| Chód na 20 km                 | Jiří Malysa                                                   | 1:25:20  | Miloš Holuša                                                   | 1:25:21  | Hubert Sonnek                                                     | 1:26:18  |
| Chód na 50 km                 | Hubert Sonnek                                                 | 4:07:29  | František Kmenta                                               | 4:11:06  | Miloš Dušek                                                       | 4:19:26  |
| Skok wzwyż                    | Tomáš Janků                                                   | 2,32     | Jan Janků                                                      | 2,28     | Milan Čermák                                                      | 2,20     |
| Skok o tyczce                 | Štěpán Janáček                                                | 5,55     | Martin Kysela                                                  | 5,40     | Petr Špaček Jan Žalud                                             | 5,20     |
| Skok w dal                    | Roman Orlík                                                   | 7,81     | Milan Kovář                                                    | 7,67     | Tomáš Borek                                                       | 7,59     |
| Trójskok                      | Jiří Kuntoš                                                   | 17,29    | Martin Sýkora                                                  | 15,51 w  | Michal Coubal                                                     | 15,48    |
| Pchnięcie kulą                | Petr Stehlík                                                  | 19,42    | Josef Rosůlek                                                  | 18,38    | Richard Navara                                                    | 18,18    |
| Rzut dyskiem                  | Libor Malina                                                  | 61,33    | Stanislav Kovář                                                | 56,00    | Adam Doležel                                                      | 55,92    |
| Rzut młotem                   | Vladimír Maška                                                | 78,45    | Pavel Sedláček                                                 | 76,77    | Lukáš Melich                                                      | 64,59    |
| Rzut oszczepem                | Patrick Landmesser                                            | 75,86    | Miloš Steigauf                                                 | 73,53    | Robert Srovnal                                                    | 71,30    |
| Dziesięciobój                 | Tomáš Komenda                                                 | 7368     | Kamil Damašek                                                  | 7220     | Aleš Pastrňák                                                     | 7126     |

### Kobiety
| Konkurencja:               | Złoto                                                                      | Wynik    | Srebro                                                                            | Wynik    | Brąz                                                                             | Wynik    |
| Bieg na 100 m              | Erika Suchovská                                                            | 11,45    | Hana Benešová                                                                     | 11,56    | Pavlína Dlouhá                                                                   | 11,92    |
| Bieg na 200 m              | Hana Benešová                                                              | 23,28    | Helena Fuchsová                                                                   | 23,82    | Markéta Pernická                                                                 | 24,46    |
| Bieg na 400 m              | Helena Fuchsová                                                            | 50,88    | Denisa Krejčová                                                                   | 52,90    | Martina Morawska                                                                 | 53,44    |
| Bieg na 800 m              | Ludmila Formanová                                                          | 2:02,42  | Eva Kasalová                                                                      | 2:05,77  | Petra Sedláková                                                                  | 2:05,78  |
| Bieg na 1500 m             | Andrea Šuldesová                                                           | 4:15,49  | Renata Hoppová                                                                    | 4:20,68  | Jana Biolková                                                                    | 4:22,32  |
| Bieg na 5000 m             | Petra Drajzajtlová                                                         | 16:30,74 | Hana Haroková                                                                     | 17:20,85 | Jarmila Halířová                                                                 | 17:29,35 |
| Bieg na 10 000 m           | Renata Kvitová                                                             | 35:50,64 | Hana Haroková                                                                     | 36:40,74 | –                                                                                | –        |
| Bieg uliczny na 10 km      | Petra Drajzajtlová                                                         | 35:43    | Jana Klimešová                                                                    | 36:06    | Jana Biolková                                                                    | 36:22    |
| Bieg przełajowy na 6 km    | Petra Drajzajtlová                                                         | 21:12    | Jana Biolková                                                                     | 21:44    | Renata Hoppová                                                                   | 21:47    |
| Bieg górski                | Irena Šádková                                                              | 40:35    | Renata Kvitová                                                                    | 43:11    | Dagmar Havelková                                                                 | 43:16    |
| Półmaraton                 | Jana Klimešová                                                             | 1:15:36  | Irena Šádková                                                                     | 1:20:46  | Hana Haroková                                                                    | 1:23:10  |
| Maraton                    | Taťána Metelková                                                           | 2:58:05  | Pavla Loudová                                                                     | 2:59:07  | Ivana Martincová                                                                 | 3:06:51  |
| Bieg na 100 m przez płotki | Iveta Rudová                                                               | 13,34    | Michaela Hejnová                                                                  | 13,61    | Magdaléna Nedvědová                                                              | 13,77    |
| Bieg na 400 m przez płotki | Dagmar Votočková                                                           | 58,05    | Alena Rücklová                                                                    | 58,95    | Petra Hlavatá                                                                    | 59,37    |
| Sztafeta 4 × 100 m         | USK Praha Lenka Ostravská Lucie Komrsková Denisa Krejčová Kateřina Nekolná | 46,16    | Olymp Praha Kristýna Šubrtová Helena Vinařová Eva Šafaříková Šárka Beránková      | 46,58    | Sparta Praha Eva Jelínková Štěpánka Klapáčová Jana Klečková Pavlína Dlouhá       | 46,96    |
| Sztafeta 4 × 400 m         | Slavia Praha Lucie Hošková Šárka Horsáková Iva Skorocká Martina Blažková   | 3:46,95  | Slovan Liberec Michaela Hejnová Petra Drahoňovská Marcela Lustigová Eva Lustigová | 3:47,86  | ACP Junior Brno Lenka Uhrová Tereza Pazdírková Veronika Mráčková Markéta Šamlová | 3:51,95  |
| Chód na 10 km              | Ludmila Rychnovská                                                         | 48:42    | Barbora Dibelková                                                                 | 50:38    | Monika Choděrová                                                                 | 51:08    |
| Skok wzwyż                 | Zuzana Hlavoňová                                                           | 1,93     | Romana Bělocká                                                                    | 1,88     | Inge Janků                                                                       | 1,85     |
| Skok o tyczce              | Pavla Hamáčková                                                            | 4,30     | Daniela Bártová                                                                   | 4,05     | Michaela Boulová                                                                 | 3,60     |
| Skok w dal                 | Martina Darmovzalová                                                       | 6,31     | Eva Doležalová                                                                    | 6,29     | Lucie Komrsková                                                                  | 6,28     |
| Trójskok                   | Eva Doležalová                                                             | 13,56    | Helena Vinařová                                                                   | 13,41    | Dagmar Urbánková                                                                 | 13,04    |
| Pchnięcie kulą             | Zdeňka Šilhavá                                                             | 16,95    | Věra Pospíšilová                                                                  | 15,58    | Lucie Vrbenská                                                                   | 15,17    |
| Rzut dyskiem               | Zdeňka Šilhavá                                                             | 60,12    | Vladimíra Racková                                                                 | 57,73    | Věra Pospíšilová                                                                 | 53,89    |
| Rzut młotem                | Lucie Vrbenská                                                             | 55,44    | Jana Lejsková                                                                     | 54,06    | Klára Chytrá                                                                     | 51,08    |
| Rzut oszczepem             | Nikola Tomečková                                                           | 58,46    | Jarmila Klimešová                                                                 | 50,27    | Michaela Jačková                                                                 | 49,12    |
| Siedmiobój                 | Kateřina Nekolná                                                           | 5898     | Jana Klečková                                                                     | 5635     | Helena Vinařová                                                                  | 5609     |